# Natalja Ziernowa
Natalja Ziernowa (ros. Наталья Зернова; ur. 7 sierpnia 1976) – rosyjska biegaczka narciarska.

## Kariera
Po raz pierwszy na arenie międzynarodowej Natalja Ziernowa pojawiła się 29 grudnia 2003 roku w zawodach Pucharu kontynentalnego w Krasnogorsku, gdzie zajęła 22. miejsce w biegu na 10 km techniką dowolną. W Pucharze Świata zadebiutowała 20 stycznia 2007 roku w Rybińsku, zajmując 26. miejsce w biegu na 15 km stylem dowolnym. Tym samym już w swoim debiucie Rosjanka zdobyła pierwsze pucharowe punkty. W klasyfikacji generalnej najlepiej wypadła w sezonie 2006/2007, który ukończyła na 105. pozycji. Ziernowa startuje także w zawodach FIS Marathon Cup, w których raz stanęła na podium: 19 grudnia 2010 roku była trzecia we włoskim maratonie La Sgambeda. W zawodach tych wyprzedziły ją jedynie Ukrainka Wałentyna Szewczenko oraz reprezentantka gospodarzy Sabina Valbusa. W klasyfikacji końcowej najwyższą lokatę zdobyła w sezonach 2005/2006 oraz 2010/2011, które ukończyła na piętnastej pozycji. Nigdy nie brała udziału w igrzyskach olimpijskich ani mistrzostwach świata.

## Osiągnięcia

### Puchar Świata

#### Miejsca w klasyfikacji generalnej
- sezon 2006/2007: 105.
- sezon 2010/2011: 115.

#### Miejsca na podium
Ziernowa nie stała na podium indywidualnych zawodów Pucharu Świata.

### FIS Marathon Cup

#### Miejsca w klasyfikacji generalnej
- sezon 2005/2006: 15.
- sezon 2008/2009: 22.
- sezon 2009/2010: 19.
- sezon 2010/2011: 15.
- sezon 2012/2013: 16.

#### Miejsca na podium
| Nr | Dzień      | Rok  | Zawody      | Dystans               | Czas biegu  | Strata      | Pozycja | Zwyciężczyni         |
| -- | ---------- | ---- | ----------- | --------------------- | ----------- | ----------- | ------- | -------------------- |
| 1. | 19 grudnia | 2010 | La Sgambeda | 42 km stylem dowolnym | 1:45:03,1 h | +4:01,5 min | 3.      | Wałentyna Szewczenko |